# Burkhard Lischka

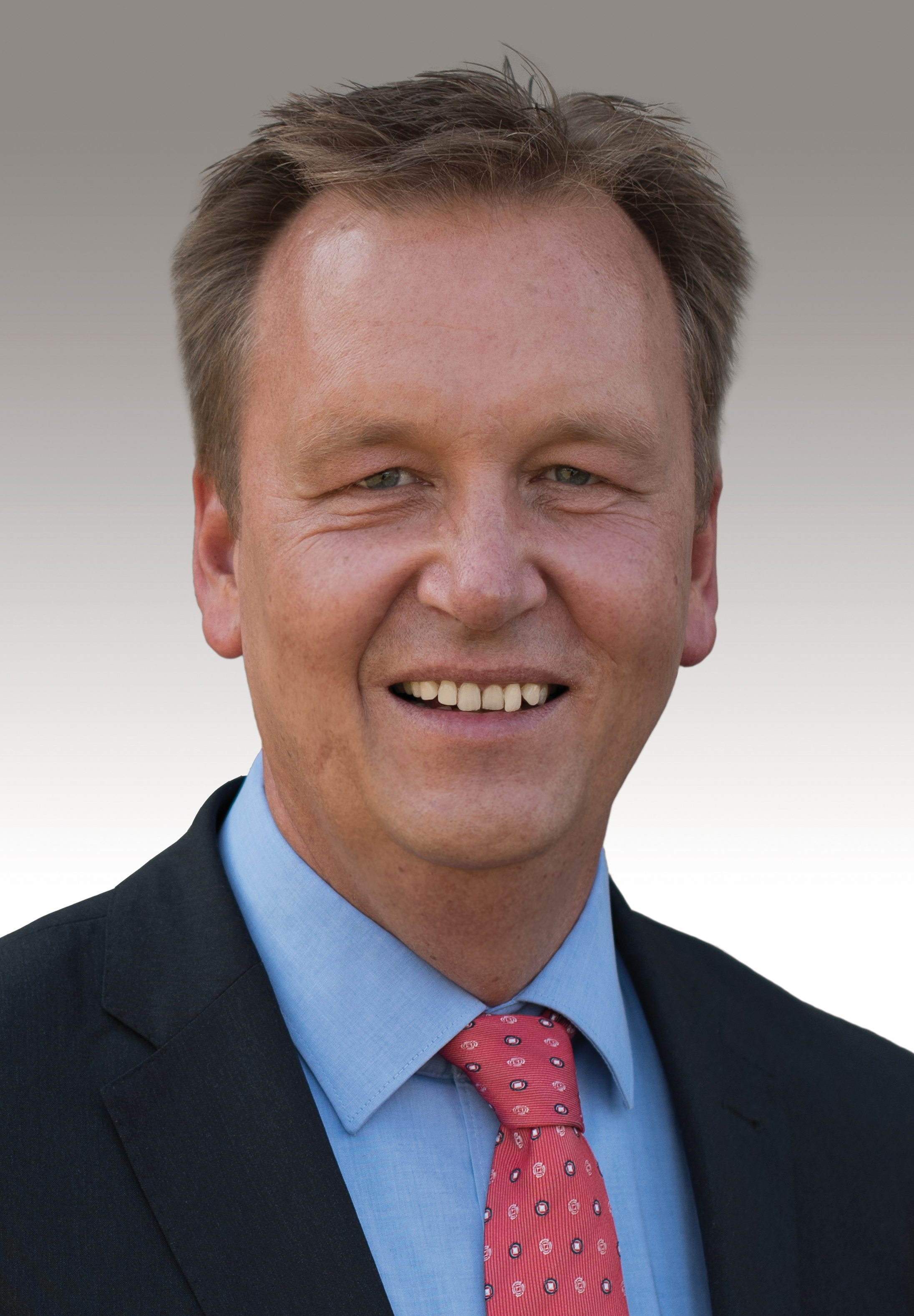
Burkhard Lischka (2017)

Burkhard Karl Erich Lischka (* 1. Februar 1965 in Marsberg) ist ein deutscher Notar und Politiker (SPD). Er war von 2006 bis 2009 Staatssekretär im Ministerium für Justiz und Gleichstellung des Landes Sachsen-Anhalt und von 2009 bis 2019 Mitglied des Deutschen Bundestages. Von 2016 bis 2020 war er Vorsitzender der SPD Sachsen-Anhalt.

## Leben und Beruf
Lischka wurde im Februar 1965 im nordrhein-westfälischen Marsberg als ältester Sohn einer Pfarrersfamilie geboren. Dort besuchte er das Städtische Gymnasium und engagierte sich in dieser Zeit in der Schülervertretung. Nach dem Abitur im Jahr 1984 leistete Burkhard Lischka seinen Zivildienst in einer geschlossenen Kinder- und Jugendpsychiatrie. Anschließend nahm er das Studium der Rechtswissenschaften an der Westfälischen Wilhelms-Universität Münster auf. Nach seinem ersten juristischen Staatsexamen, das er mit Prädikat abschloss, war Lischka zunächst als Referendar am Landgericht Paderborn tätig und arbeitete in einer Anwaltskanzlei. Im Jahr 1995 legte er sein Zweites juristisches Staatsexamen beim nordrhein-westfälischen Justizprüfungsamt ebenfalls mit Prädikat ab. Anschließend zog er nach Magdeburg und arbeitete zunächst als Notarassessor in Sachsen-Anhalt. Dort wurde er 1998 Geschäftsführer der Notarkammer Sachsen-Anhalt. Nach der Landtagswahl in Sachsen-Anhalt 2006 wurde Lischka zum Staatssekretär im Ministerium der Justiz des Landes Sachsen-Anhalt ernannt. Dieses Amt übte er bis zu seinem Einzug in den Deutschen Bundestag im Oktober 2009 aus. Burkhard Lischka ist verheiratet, hat zwei Kinder und gehört der evangelisch-lutherischen Kirche an.

## Politik

### Politischer Werdegang
In der Abiturzeit engagierte sich Burkhard Lischka in der Friedens- und Umweltpolitik und trat im Jahr 1980 zunächst den Grünen (heute Bündnis 90/Die Grünen) bei. Bereits mit 19 Jahren wurde er in den Gemeinderat der Stadt Marsberg gewählt. 1989 wechselte Lischka von den Grünen zur SPD. Seit Juni 2004 ist Burkhard Lischka Mitglied des Stadtrates der Landeshauptstadt Magdeburg. Dort leitet er seit 2014 als Vorsitzender den Ausschuss für kommunale Rechts- und Bürgerangelegenheiten. Dem Vorstand der SPD Sachsen-Anhalt gehört Burkhard Lischka seit 2006 an. Auf dem Landesparteitag am 2. April 2016 wurde er mit 96 Prozent der Stimmen zum Vorsitzenden der SPD Sachsen-Anhalt gewählt. Am 24. Januar 2020 wurden Juliane Kleemann und Andreas Schmidt zu seinen Nachfolgern gewählt.

### Arbeit im Deutschen Bundestag
Zu den Bundestagswahlen 2009, 2013 und 2017 wurde Burkhard Lischka von der SPD als Direktkandidat im Bundestagswahlkreis 69 Magdeburg nominiert und zog jeweils über die Landesliste in den Deutschen Bundestag ein, bei den Bundestagswahlen 2013 und 2017 zudem als Spitzenkandidat. Im Bundestag war Burkhard Lischka seit Oktober 2009 Mitglied des Ausschusses für Recht und Verbraucherschutz sowie des Unterausschusses Europarecht und vom 24. Mai 2011 bis 23. September 2014 Rechtspolitischer Sprecher der SPD-Bundestagsfraktion. Danach wurde er Mitglied des Innenausschusses und Innenpolitischer Sprecher seiner Fraktion. Darüber hinaus war Lischka seit Januar 2014 Mitglied des Parlamentarischen Kontrollgremiums. Er war zudem stellvertretendes Mitglied des NSA-Untersuchungsausschusses. Seit dem 25. Oktober 2011 war Lischka zudem Mitglied des Vorstandes der SPD-Bundestagsfraktion. Seit 2013 war Lischka Mitglied der PKGr und Obmann der SPD-Fraktion.
Im Januar 2019 gab Lischka bekannt, dass er sich aus der Politik zurückziehen und wieder als Notar arbeiten möchte. Am 14. Oktober 2019 schied er aus dem Bundestag aus. Für ihn rückte am 25. Oktober 2019 Eberhard Brecht nach.

### Öffentliches Ämter
In der 18. Wahlperiode des Deutschen Bundestages (2013–2017) war Lischka stellvertretendes Mitglied der G 10-Kommission.

## Mitgliedschaften
Burkhard Lischka engagiert sich neben seinen beruflichen Tätigkeiten u. a. in folgenden Vereinen: Arbeiterwohlfahrt, Volkssolidarität, Barbyer Heimatfreunde e. V., Bürgerinitiative Neu-Olvenstedt e. V., Integrationshilfe Sachsen-Anhalt e. V. und Literaturhaus Magdeburg e. V.